# Geranium decipiens
Geranium decipiens är en näveväxtart som beskrevs av Heinrich Carl Haussknecht. Geranium decipiens ingår i släktet nävor, och familjen näveväxter. Inga underarter finns listade i Catalogue of Life.